# Флаги Тверской области
Список флагов муниципальных образований Тверской области Российской Федерации.
На 1 января 2021 года в Тверской области насчитывалось 236 муниципальных образований — 11 городских округов, 9 муниципальных округов 22 муниципальных района, 29 городских и 165 сельских поселений.

## Флаги городских округов
| Флаг | Наименование                                  | Дата утверждения               | Номер в ГГР |
| ---- | --------------------------------------------- | ------------------------------ | ----------- |
|      | Флаг муниципального образования города Твери  | 25 мая 1999                    | 755         |
|      | Флаг Вышневолоцкого городского округа         | 16 ноября 1999 20 декабря 2019 | 591         |
|      | Флаг Кашинского городского округа             | 30 марта 1999                  | 479         |
|      | Флаг муниципального образования «Город Кимры» | 28 сентября 2006               | 2658        |
|      | Флаг Нелидовского городского округа           | 6 мая 1999 24 декабря 2018     | 488         |
|      | Флаг ЗАТО Озёрный                             | 21 мая 2003                    | 1254        |

| Флаг | Наименование                                 | Дата утверждения                           | Номер в ГГР |
| ---- | -------------------------------------------- | ------------------------------------------ | ----------- |
|      | Флаг Осташковского городского округа         | 20 июня 2001 24 ноября 2011 29 ноября 2018 | 773         |
|      | Флаг муниципального образования города Ржева | 15 августа 1996                            | 1616        |
|      | Флаг ЗАТО Солнечный                          | 19 апреля 2002                             | 1080        |
|      | Флаг муниципального образования город Торжок | 23 июня 1998                               | 418         |
|      | Флаг Удомельского городского округа          | 25 декабря 2003 20 сентября 2018           |             |

## Флаги муниципальных округов
| Флаг | Наименование                                | Дата утверждения | Номер в ГГР |
| ---- | ------------------------------------------- | ---------------- | ----------- |
|      | Флаг Андреапольского муниципального округа  | 29 марта 1999    | 554         |
|      | Флаг Весьегонского муниципального округа    | 30 августа 2001  | 771         |
|      | Флаг Западнодвинского муниципального округа | 10 января 2001   | 769         |
|      | Флаг Краснохолмского муниципального округа  | 27 декабря 1999  | 742         |
|      | Флаг Лесного муниципального округа          | 29 мая 2001      | 775         |
|      | Флаг Лихославльского муниципального округа  | 12 мая 2000      | 626         |
|      | Флаг Молоковского муниципального округа     | 17 апреля 2002   | 1032        |

| Флаг | Наименование                              | Дата утверждения | Номер в ГГР |
| ---- | ----------------------------------------- | ---------------- | ----------- |
|      | Флаг Оленинского муниципального округа    | 26 мая 1999      | 1612        |
|      | Флаг Пеновского муниципального округа     | 23 сентября 2003 | 1489        |
|      | Флаг Рамешковского муниципального округа  | 15 декабря 2006  | 3077        |
|      | Флаг Сандовского муниципального округа    | 29 апреля 2003   | 1294        |
|      | Флаг Селижаровского муниципального округа | 11 октября 2006  | 3651        |
|      | Флаг Спировского муниципального округа    | 20 апреля 2000   | 712         |

## Флаги муниципальных районов
| Флаг | Наименование                                          | Дата утверждения | Номер в ГГР |
| ---- | ----------------------------------------------------- | ---------------- | ----------- |
|      | Флаг муниципального образования «Бежецкий район»      | 27 июля 1999     | 556         |
|      | Флаг муниципального образования «Бельский район»      | 19 апреля 2001   | 1058        |
|      | Флаг муниципального образования «Бологовский район»   | 31 июля 1995     | 728         |
|      | Флаг муниципального образования «Жарковский район»    | 30 марта 2001    | 714         |
|      | Флаг муниципального образования «Зубцовский район»    | 2009             | 4196        |
|      | Флаг муниципального образования «Калининский район»   | 26 мая 2005      | 1892        |
|      | Флаг муниципального образования «Калязинский район»   | 16 июня 2000     | 623         |
|      | Флаг муниципального образования «Кесовогорский район» | 4 апреля 2001    | 754         |
|      | Флаг муниципального образования «Кимрский район»      | 1 августа 2005   | 2197        |

| Флаг | Наименование                                           | Дата утверждения | Номер в ГГР |
| ---- | ------------------------------------------------------ | ---------------- | ----------- |
|      | Флаг муниципального образования «Конаковский район»    | 19 ноября 1998   | 335         |
|      | Флаг муниципального образования «Кувшиновский район»   | 28 октября 1996  | 873         |
|      | Флаг муниципального образования «Максатихинский район» | 25 февраля 2005  | 1890        |
|      | Флаг муниципального образования «Ржевский район»       | 26 мая 2005      | 1398        |
|      | Флаг муниципального образования «Сонковский район»     | 6 ноября 2001    | 1072        |
|      | Флаг муниципального образования «Старицкий район»      | 18 мая 1999      | 486         |
|      | Флаг муниципального образования «Торжокский район»     | 14 октября 1999  | 570         |
|      | Флаг муниципального образования «Торопецкий район»     | 29 января 1999   | 510         |
|      | Флаг муниципального образования «Фировский район»      | 12 мая 2002      | 1053        |

## Флаги городских поселений
| Флаг | Наименование                                                    | Дата утверждения              | Номер в ГГР |
| ---- | --------------------------------------------------------------- | ----------------------------- | ----------- |
|      | Флаг городского поселения — город Бежецк Бежецкого района       | 24 октября 2006               | 3698        |
|      | Флаг городского поселения город Бологое Бологовского района     | 1 июля 2010                   | 6254        |
|      | Флаг городского поселения город Зубцов Зубцовского района       | 25 апреля 2006 2 февраля 2009 | 2347        |
|      | Флаг городского поселения — посёлок Изоплит Конаковского района | 30 апреля 2020                | 13255       |

| Флаг | Наименование                                                        | Дата утверждения | Номер в ГГР |
| ---- | ------------------------------------------------------------------- | ---------------- | ----------- |
|      | Флаг городского поселения — посёлок Козлово Конаковского района     | 28 марта 2012    | 7761        |
|      | Флаг муниципального образования город Конаково Конаковского района  | 28 января 2010   |             |
|      | Флаг Куженкинского городского поселения Бологовского района         | 12 августа 2020  | 13207       |
|      | Флаг муниципального образования посёлок Редкино Конаковского района | 8 сентября 2011  | 7204        |

## Флаги сельских поселений
| Флаг | Наименование                                                  | Дата утверждения | Номер в ГГР |
| ---- | ------------------------------------------------------------- | ---------------- | ----------- |
|      | Флаг Аввакумовского сельского поселения Калининского района   | 26 ноября 2014   | 9882        |
|      | Флаг Бурашевского сельского поселения Калининского района     | 28 марта 2012    | 7721        |
|      | Флаг Вазузского сельского поселения Зубцовского района        | 20 июня 2008     | 4198        |
|      | Флаг Городенского сельского поселения Конаковского района     | 24 марта 2011    | 9878        |
|      | Флаг Дмитровогорского сельского поселения Конаковского района | 25 февраля 2015  | 10232       |
|      | Флаг сельского поселения «Есинка» Ржевского района            | 23 мая 2011      | 6915        |
|      | Флаг Заволжского сельского поселения Калининского района      | 11 июня 2013     | 8915        |
|      | Флаг Зубцовского сельского поселения Зубцовского района       | 27 июня 2008     | 4202        |
|      | Флаг сельского поселения «Итомля» Ржевского района            | 8 июня 2011      | 6903        |
|      | Флаг Каблуковского сельского поселения Калининского района    | 24 сентября 2010 | 6416        |
|      | Флаг сельского поселения «Медведево» Ржевского района         | 25 мая 2011      | 6909        |

| Флаг | Наименование                                               | Дата утверждения | Номер в ГГР |
| ---- | ---------------------------------------------------------- | ---------------- | ----------- |
|      | Флаг Михайловского сельского поселения Калининского района | 16 сентября 2010 | 6414        |
|      | Флаг сельского поселения «Победа» Ржевского района         | 30 мая 2011      | 6913        |
|      | Флаг Погорельского сельского поселения Зубцовского района  | 31 июля 2008     | 4206        |
|      | Флаг Столипинского сельского поселения Зубцовского района  | 26 июня 2008     | 4208        |
|      | Флаг Ульяновского сельского поселения Зубцовского района   | 27 июня 2008     | 4210        |
|      | Флаг сельского поселения «Успенское» Ржевского района      | 23 мая 2011      | 6911        |
|      | Флаг сельского поселения «Хорошево» Ржевского района       | 27 мая 2011      | 6905        |
|      | Флаг сельского поселения «Чертолино» Ржевского района      | 24 мая 2011      | 6917        |
|      | Флаг Щербининского сельского поселения Калининского района | 28 мая 2020      |             |
|      | Флаг Эммаусского сельского поселения Калининского района   | 15 июня 2008     | 4082        |

## Флаги упразднённых муниципальных образований
| Флаг | Наименование | Дата утверждения | Номер в ГГР |
| Законом Тверской области от 2 апреля 2019 года № 13-ЗО все муниципальные образования Вышневолоцкого района были объединены с городским округом город Вышний Волочёк в Вышневолоцкий городской округ | Законом Тверской области от 2 апреля 2019 года № 13-ЗО все муниципальные образования Вышневолоцкого района были объединены с городским округом город Вышний Волочёк в Вышневолоцкий городской округ | Законом Тверской области от 2 апреля 2019 года № 13-ЗО все муниципальные образования Вышневолоцкого района были объединены с городским округом город Вышний Волочёк в Вышневолоцкий городской округ | Законом Тверской области от 2 апреля 2019 года № 13-ЗО все муниципальные образования Вышневолоцкого района были объединены с городским округом город Вышний Волочёк в Вышневолоцкий городской округ |
| --- | --- | --- | --- |
| | Флаг муниципального образования «Вышневолоцкий район» | 5 апреля 2002 | 1077 |
| | Флаг городского поселения посёлок Красномайский Вышневолоцкого района | 16 мая 2007 | 3334 |
| | Флаг Борисовского сельского поселения Вышневолоцкого района | 3 мая 2007 | 3333 |
| | Флаг Горняцкого сельского поселения Вышневолоцкого района | 11 мая 2007 | 3332 |
| | Флаг Дорожаевского сельского поселения Вышневолоцкого района | 27 июня 2008 | 4200 |
| | Флаг Дятловского сельского поселения Вышневолоцкого района | | 3702 |
| | Флаг Есеновичского сельского поселения Вышневолоцкого района | | 3703 |
| | Флаг Зеленогорского сельского поселения Вышневолоцкого района | | 3700 |
| | Флаг Княжьегорского сельского поселения Вышневолоцкого района | 5 июня 2008 | 4204 |
| | Флаг Княщинского сельского поселения Вышневолоцкого района | | 3701 |
| | Флаг Коломенского сельского поселения Вышневолоцкого района | 16 апреля 2007 | 3336 |
| | Флаг Лужниковского сельского поселения Вышневолоцкого района | | 3704 |
| | Флаг Овсищенского сельского поселения Вышневолоцкого района | | 3335 |
| | Флаг Садового сельского поселения Вышневолоцкого района | 7 мая 2007 | 3337 |
| | Флаг Солнечного сельского поселения Вышневолоцкого района | 12 апреля 2007 | 3705 |
| | Флаг Сорокинского сельского поселения Вышневолоцкого района | 14 мая 2007 | 3339 |
| | Флаг Терелесовского сельского поселения Вышневолоцкого района | | 3699 |
| | Флаг Холохоленского сельского поселения Вышневолоцкого района | 15 марта 2007 | 3338 |

| Флаг | Наименование | Дата утверждения | Номер в ГГР |
| Законом Тверской области от 7 апреля 2018 года № 27-ЗО, все муниципальные образования Нелидовского района были преобразованы в Нелидовский городской округ       | Законом Тверской области от 7 апреля 2018 года № 27-ЗО, все муниципальные образования Нелидовского района были преобразованы в Нелидовский городской округ | Законом Тверской области от 7 апреля 2018 года № 27-ЗО, все муниципальные образования Нелидовского района были преобразованы в Нелидовский городской округ | Законом Тверской области от 7 апреля 2018 года № 27-ЗО, все муниципальные образования Нелидовского района были преобразованы в Нелидовский городской округ |
| --- | --- | --- | --- |
| | Флаг муниципального образования город Нелидово Нелидовского района                                                                                         | 31 марта 2008 | 4084 |
| | | | |
| Законом Тверской области от 17 апреля 2017 года № 27-ЗО, все муниципальные образования Осташковского района были преобразованы в Осташковский городской округ    | | | |
| | Флаг муниципального образования город Осташков Осташковского района                                                                                        | 27 декабря 1999 | 773 |
| | Флаг Ботовского сельского поселения Осташковского района                                                                                                   | 19 февраля 2008 | 4079 |
| | | | |
| Законом Тверской области от 5 апреля 2021 года № 18−ЗО, все муниципальные образования Рамешковского района были преобразованы в Рамешковский муниципальный округ | | | |
| | Флаг муниципального образования посёлок Рамешки Рамешковского района                                                                                       | 7 апреля 2014 | 9254 |
| | Флаг сельского поселения Алёшино Рамешковского района | 27 апреля 2018 | 11916 |
| | Флаг сельского поселения Ведное Рамешковского района | 7 июня 2019 | 12476 |
| | Флаг сельского поселения Высоково Рамешковского района | 17 февраля 2012 | 7523 |
| | Флаг сельского поселения Заклинье Рамешковского района | 12 октября 2018 | 12062 |
| | Флаг сельского поселения Застолбье Рамешковского района | 28 января 2019 | 12202 |
| | Флаг сельского поселения Киверичи Рамешковского района | 12 апреля 2018 | 11918 |
| | Флаг сельского поселения Кушалино Рамешковского района | 16 февраля 2012 | 7525 |
| | Флаг сельского поселения Некрасово Рамешковского района | 12 ноября 2018 | 12081 |
| | Флаг сельского поселения Никольское Рамешковского района                                                                                                   | 6 февраля 2019 | 12324 |
| | | | |
| Законом Тверской области от 28 марта 2013 года № 22-ЗО, сельские поселения «Шолохово» и «Итомля» были преобразованы в сельское поселение «Итомля»                | | | |
| | Флаг сельского поселения «Шолохово» Ржевского района | 25 мая 2011 | 6907 |

## Упразднённые флаги
| Флаг | Наименование                                                       | Дата утверждения | Дата отмены    |
| ---- | ------------------------------------------------------------------ | ---------------- | -------------- |
|      | Флаг городского поселения город Зубцов Зубцовского района          | 6 июня 2008      | 2 февраля 2009 |
|      | Флаг муниципального образования город Конаково Конаковского района | 27 апреля 2007   | 28 января 2010 |